# Tomomi (漫画家)
tomomi（ともみ）は、日本の漫画家。趣味でTwitter上やPixivで4ページ漫画を投稿していたおり、漫画編集者にメールで声を掛けられたことをきっかけに漫画家としてデビュー。2020年2月25日より『WEBコミックガンマプラス』にて2019年6月11日にTwitter上で掲載した『送り狼』を元にした『八月九日 僕は君に喰われる。』を連載開始。2021年8月9日に『つれないほど青くて あざといくらいに赤い』を『となりのヤングジャンプ』にて連載開始。
ホラーを愛しその作風に卓越した演出力と繊細な画力からホラー漫画の新鋭と評される。

## 作品リスト

### 漫画作品
- 平成シン怪譚 ウシノクビ（『月刊コミックアライブ』2019年8月号）
- 『八月九日 僕は君に喰われる。』竹書房〈バンブーコミックス〉既刊5巻（『WEBコミックガンマぷらす』2020年2月25日 - 連載中）
- 『つれないほど青くて あざといくらいに赤い』集英社〈ヤングジャンプ コミックス〉既刊8巻（『となりのヤングジャンプ』2021年8月9日[4] - 2025年7月25日）

### その他
- メイドインアビス 烈日の黄金郷（テレビアニメ、2022年）第9話のエンドカード[5]